# Митчелл, Эндрю (политик)
Сэр Э́ндрю Джон Ба́уэр Ми́тчелл (англ. Andrew John Bower Mitchell; род. 23 марта 1956, Лондон) — британский политик, консерватор, министр международного развития Великобритании (2010—2012).

## Биография
Сын сэра Дэвида Митчелла, бывшего члена Палаты общин от консерваторов и младшего министра. В 1975 году, окончив школу Рагби, был зачислен в Королевский танковый полк. В 1978 году окончил Кембриджский университет, где изучал историю, в 1981 году начал работать в бухгалтерской фирме Touche Ross, позднее — в банке Lazard. В 1987 году избран в Палату общин в Гедлинге (Ноттингемшир).
В 1997 году проиграл выборы лейбористу Вернону Коукеру, набрав на 10 тыс. голосов меньше, но в 2001 году вернулся в парламент.
11 мая 2010 года Дэвид Кэмерон сформировал по итогам парламентских выборов 6 мая 2010 года коалиционное правительство с участием консерваторов и либеральных демократов, в котором Митчелл получил портфель министра международного развития.
4 сентября 2012 года Кэмерон осуществил перестановки в кабинете, в числе прочих мер переместив Митчелла на две более низких должности — главного парламентского организатора и парламентского секретаря Казначейства.
Уже 19 октября 2012 года Митчелл ушёл в отставку из-за скандала вокруг его конфликта с сотрудниками полиции четырьмя неделями ранее, в ходе которого он произнёс фразу: «I thought you guys were supposed to f***ing help us». Тем не менее, в письме на имя премьер-министра он отрицал факт использования им в стычке слова «плебс». Проведённое позже расследование показало невиновность Митчелла, а полицейский Кит Уоллис признал в суде, что дал против политика ложные показания.
25 октября 2022 года при формировании кабинета Риши Сунака был назначен младшим министром по делам международного развития с правом участия в заседаниях правительства.
12 апреля 2024 года объявлено о присвоении Джорджу Митчеллу в дополнение к занимаемой должности «почётного титула» заместителя министра иностранных дел (накануне бывший канцлер казначейства Джордж Осборн заявил, что действующий министр иностранных дел Дэвид Кэмерон выступает на международной арене как премьер-министр Великобритании, а несколькими днями ранее Кэмерон неожиданно встретился во Флориде с бывшим президентом США Дональдом Трампом, с которым обсудил положение дел на Украине и другие вопросы).
5 июля 2024 года после поражения консерваторов на парламентских выборах было сформировано лейбористское правительство Кира Стармера, в котором Митчелл не получил никакого назначения.
8 июля 2024 года включён в состав временного теневого правительства Риши Сунака в должности теневого министра иностранных дел, по делам Содружества и международного развития.